# Junik
Junik (Servisch: Јуник, Junik) is een gemeente in het zuidwesten van Kosovo, dicht bij de grens met Albanië. Junik telt circa 6.000 inwoners. Junik werd als nieuwe gemeente opgericht op 14 augustus 2008.

## Bevolking
In 2019 telde de gemeente Junik 6.364 inwoners, een toename ten opzichte van 6.084 inwoners in 2011. De bevolking bestaat nagenoeg uitsluitend uit islamitische Albanezen.

## Geboren in Junik

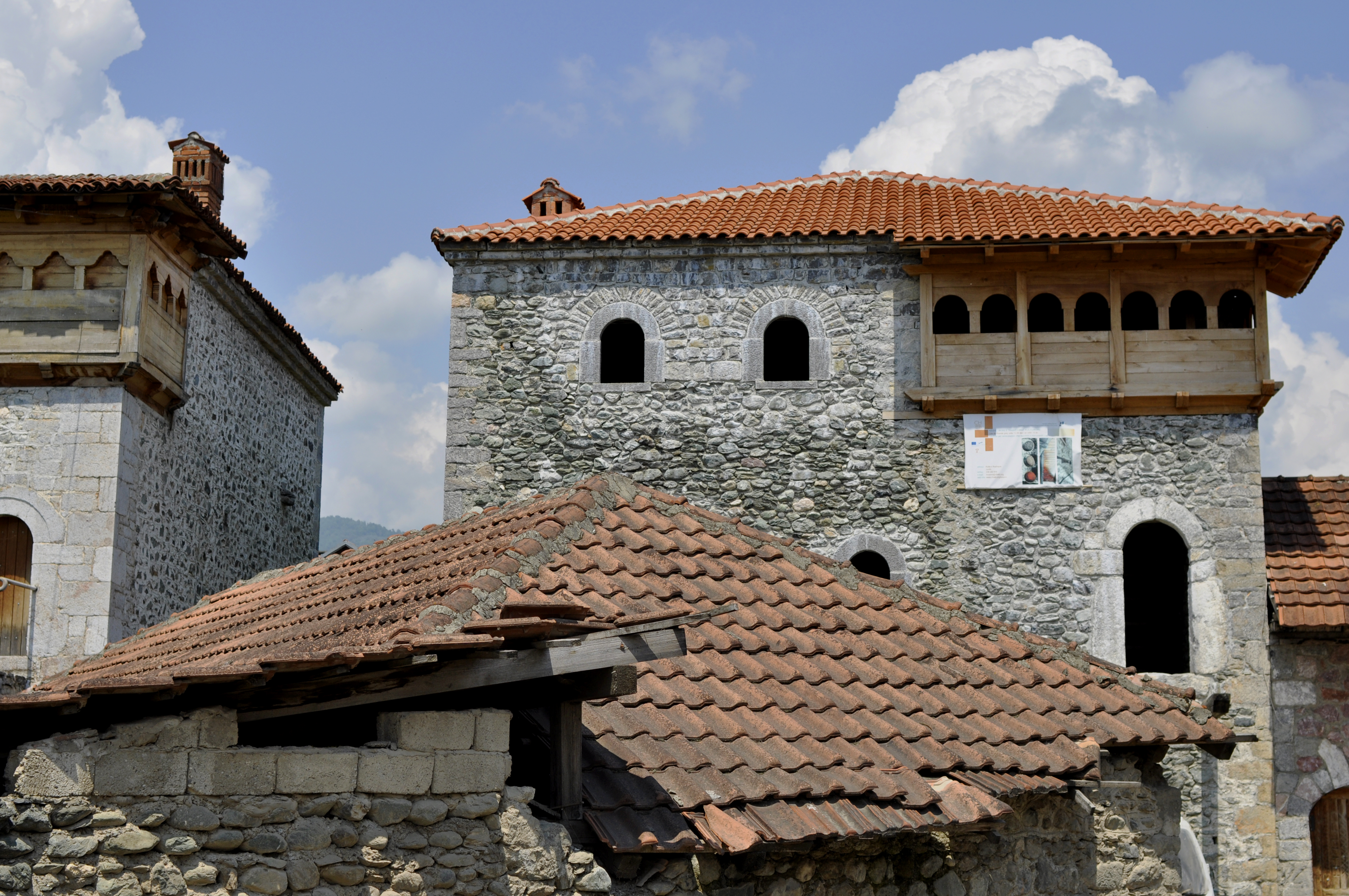

- Luan Krasniqi, bokser

Deçan · Dragash · Gjakovë · Ferizaj · Fushë Kosovë · Gllogovc · Gjilan · Gračanica (Graçanicë) · Hani i Elezit · Istog · Junik · Kaçanik · Kamenicë · Klinë · Klokot (Kllokot) · Leposavić (Albanik) · Lipjan · Malishevë · Mamuşa (Mamushë) · Mitrovicë · Novobërdë · Obiliq · Parteš (Partesh) · Pejë · Podujevë · Pristina (Prishtinë, Priština) · Prizren · Rahovec · Ranilug (Ranillug) · Skënderaj · Štrpce (Shtërpcë) · Shtime · Suharekë · Viti · Vushtrri · Zubin Potok (Zubin Potok) · Zvečan (Zveçan)